# Poiseul-lès-Saulx
 Poiseul-lès-Saulx  là một xã thuộc tỉnh Côte-d’Or trong vùng Bourgogne-Franche-Comté miền đông nước Pháp.